# Porto de Tel Aviv

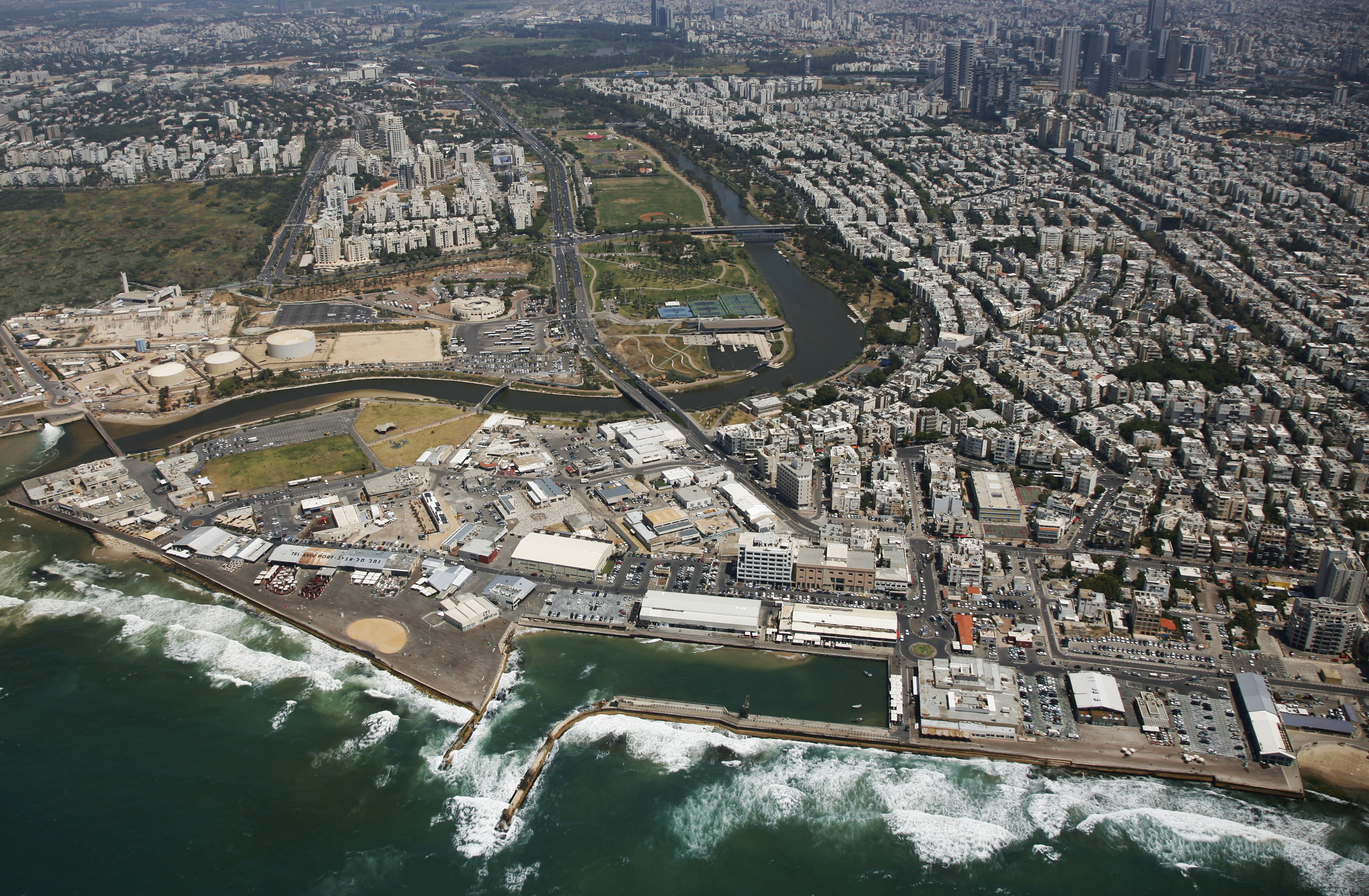

Porto de Tel Aviv foi um antigo porto de Tel Aviv, Israel. Foi usada entre os anos de 1938 e 1965. Ele estava ao lado da foz do rio Jarcom. Depois que ele fechou em 1965, ele foi transferido ao porto de Asdode e tornou-se uma área de armazém. Na década de 2000, foi renovado e tornou-se uma área comercial e de lazer. Programas de reconstrução e reabilitação estão sendo realizadas depois de mais de dez anos. o porto de Tel Aviv era uma parte de uma grande área de desenvolvimento chamado: "a Península do Rio Jarcom", porque ele foi construído ao lado da Feira Oriente que se parece com um Península de cima. A área em torno do porto foi construído na década de 1930.

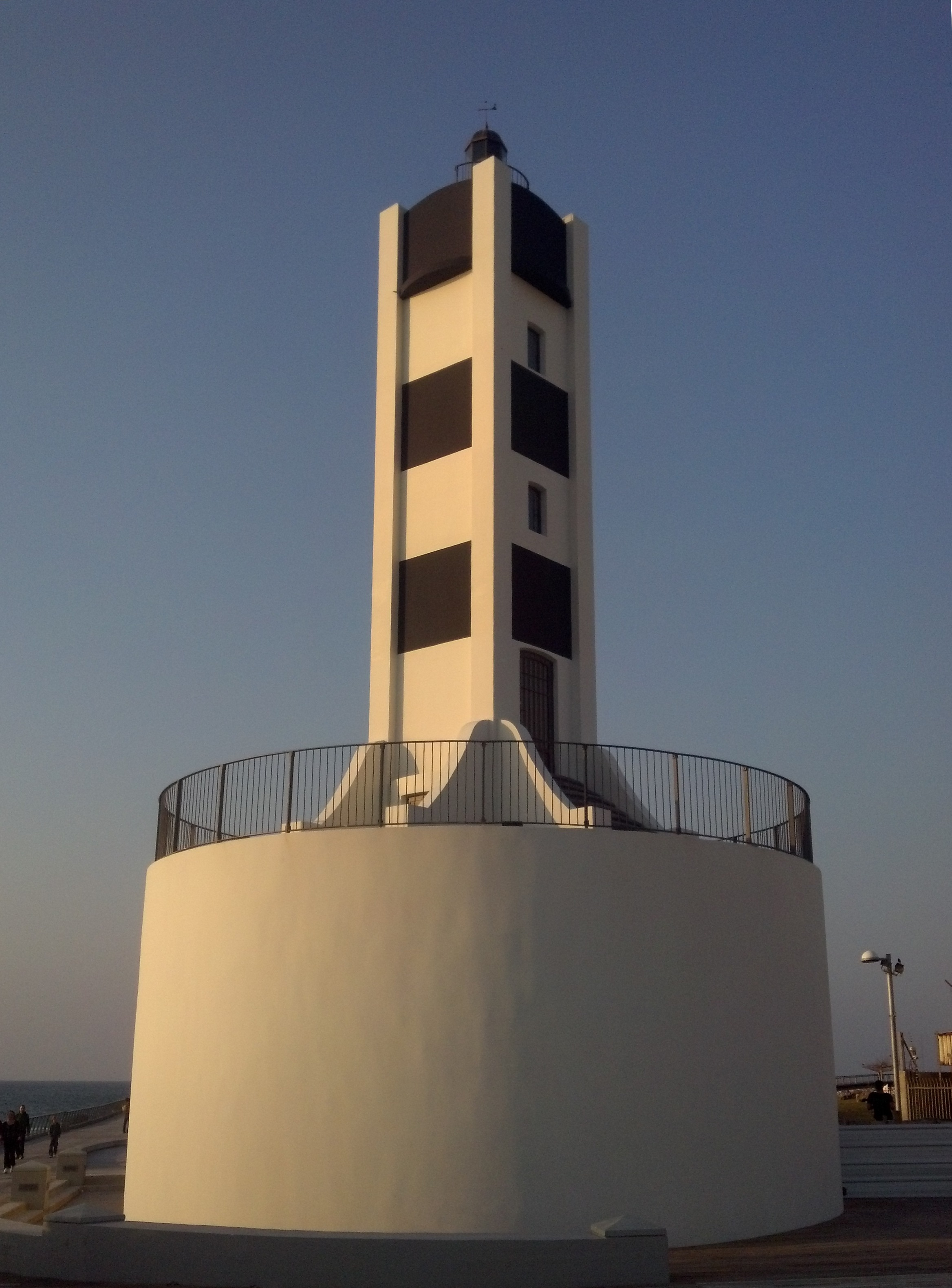
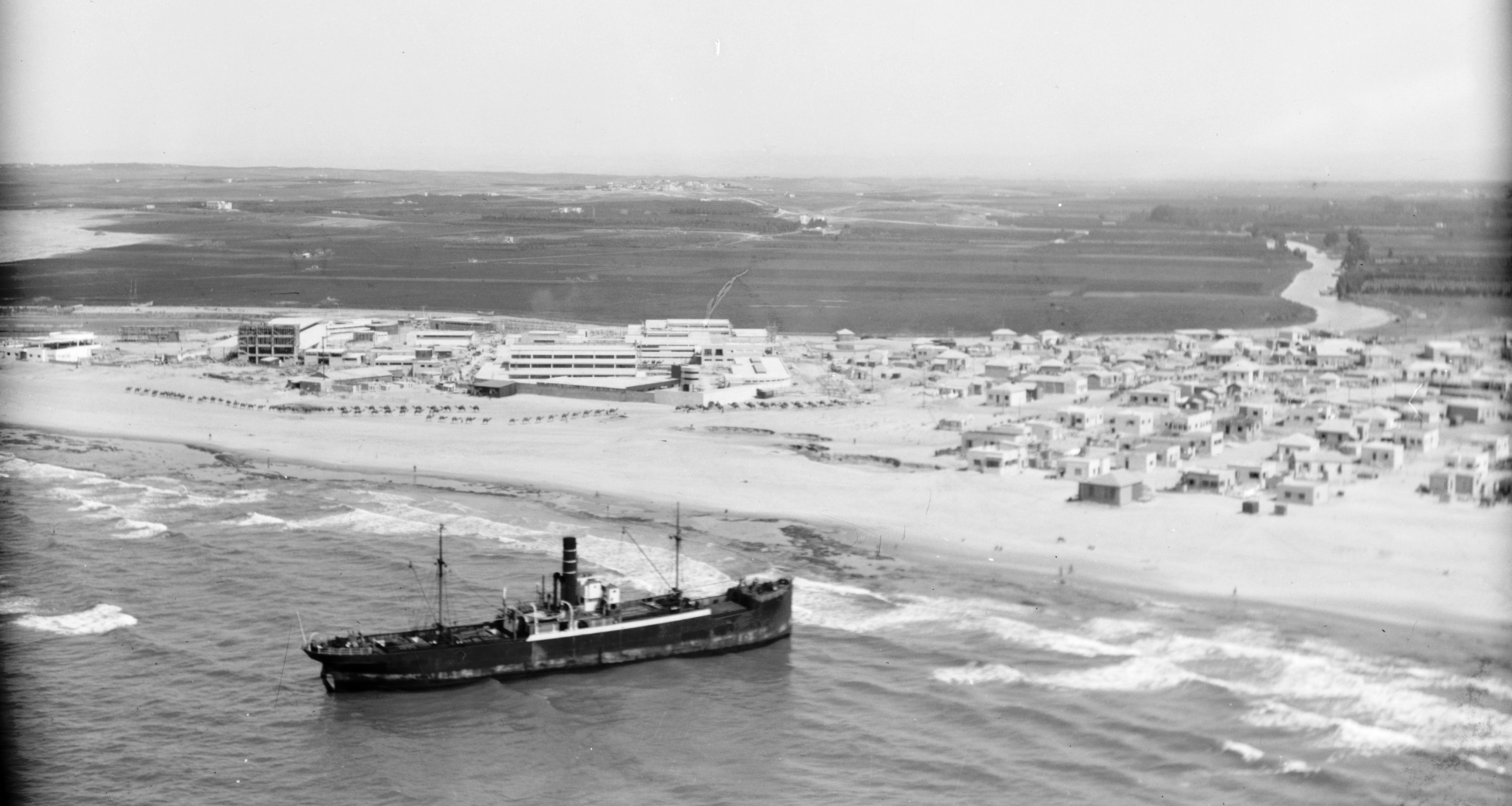
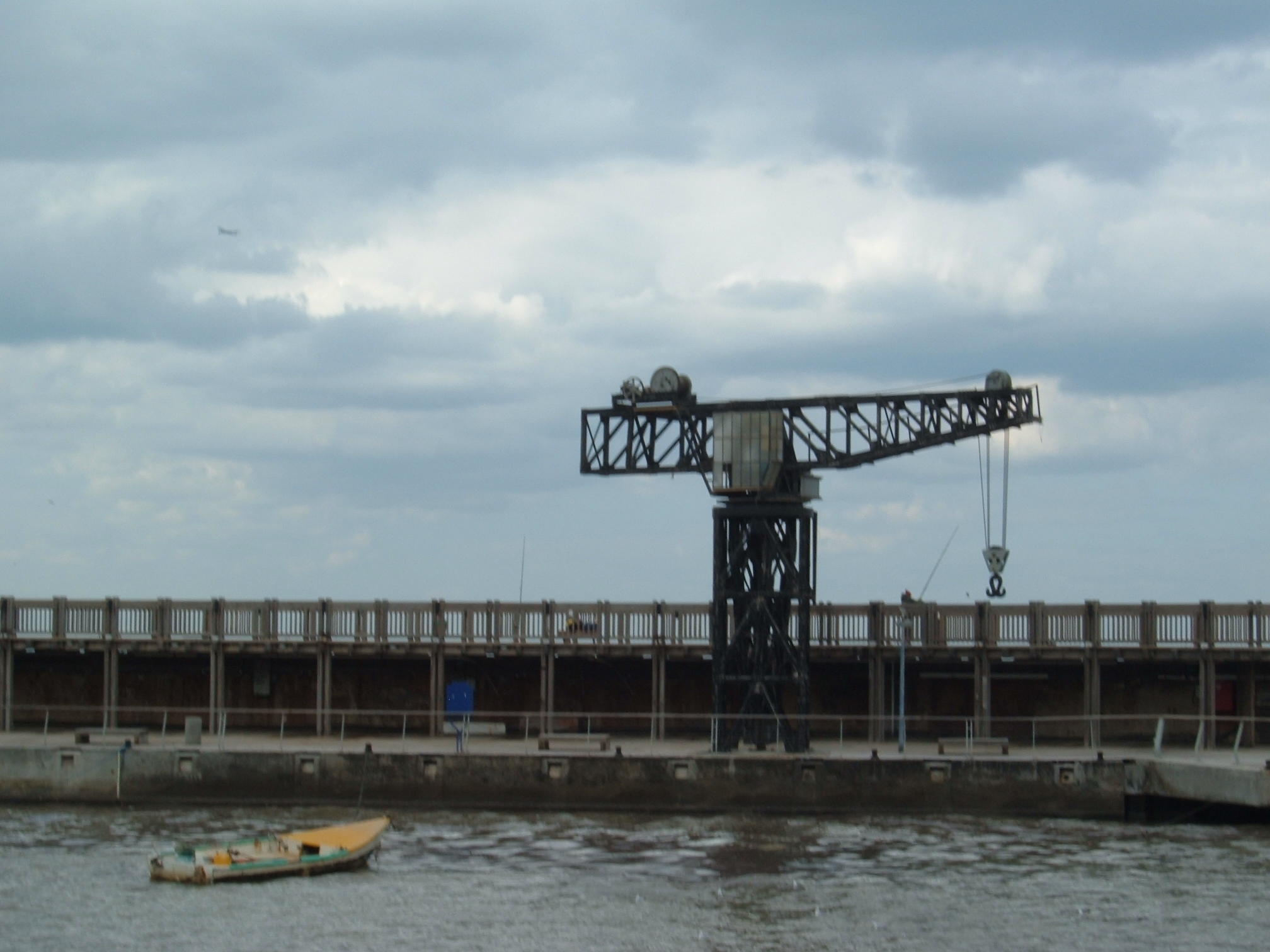
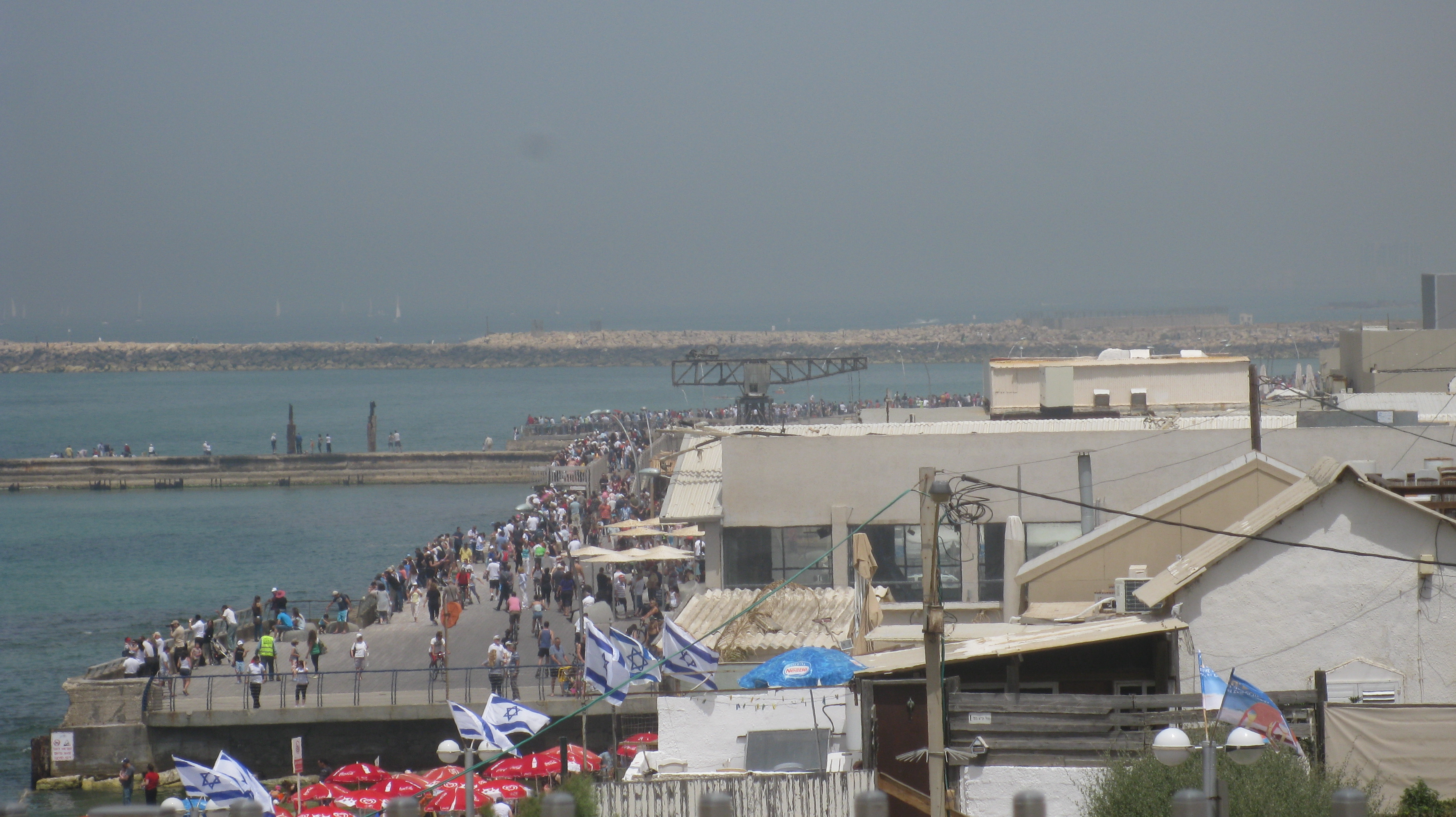